# مسجد حنظل
مسجد حنظل هو مسجدٌ يقع في حي بير العزب، مديرية التحرير بمدينة صنعاء عاصمة اليمن، ويقع بالتحديد غرب ميدان التحرير بالقرب من مكاتب وزارة الخدمة المدنية وشمال السفارة المصرية.